# Moiporá
Moiporá là một đô thị thuộc bang Goiás, Brasil. Đô thị này có diện tích 460,623 km², dân số năm 2007 là 1852 người, mật độ 4 người/km².